# Manterawu
Manterawu är en ö i Indonesien.   Den ligger i provinsen Sulawesi Utara, i den nordöstra delen av landet, 2 200 km öster om huvudstaden Jakarta. Arean är 19,9 kvadratkilometer.
Terrängen på Manterawu är mycket platt. Öns högsta punkt är 31 meter över havet. Den sträcker sig 6,8 kilometer i nord-sydlig riktning, och 5,6 kilometer i öst-västlig riktning.